# Aprendizaje entre pares
El aprendizaje entre pares es una práctica educativa en la que los estudiantes interactúan con otros estudiantes para alcanzar objetivos educativos. Ya sea que tenga lugar en un contexto de aprendizaje formal, informal o no formal, en grupos pequeños o en línea, el aprendizaje entre pares manifiesta aspectos de la autoorganización que están ausentes en su mayoría de los modelos pedagógicos de enseñanza y aprendizaje tradicionales.
En este contexto, se puede comparar con las prácticas que llevan el nombre de aprendizaje cooperativo. Sin embargo, otros puntos de vista contemporáneos sobre el aprendizaje entre pares relajan las limitaciones y posicionan el aprendizaje entre pares como un modo de "aprender de todos, para todos, sobre casi cualquier cosa".
Beneficios de aprender entre pares
- Permite una mayor interacción.
- Facilita la comunicación, entre docentes y alumnos.
- Facilita el entendimiento.

## Conexiones con otras prácticas

### Constructivismo
En su libro de 1916, Democracia y educación, John Dewey escribió: "La educación no es un asunto de "contar" y ser contado, sino un proceso activo y constructivo". En un ensayo posterior, titulado "Experiencia y educación", Dewey entró en mayores detalles sobre la ciencia del desarrollo infantil y desarrolló la teoría constructivista básica de que el conocimiento se crea a través de la experiencia, en lugar de transmitirse de un maestro a otro a través de la memorización de memoria. El psicólogo soviético Lev Vygotsky, quien desarrolló el concepto de la Zona de Desarrollo Proximal, fue otro defensor del aprendizaje constructivista: su libro, Pensamiento y lenguaje, proporciona evidencia de que los estudiantes aprenden mejor a través de actividades colaborativas y significativas de resolución de problemas que a través de ejercicios en solitario.
Las tres características distintivas de la teoría constructivista son afirmaciones de que:
- El aprendizaje ocurre dentro de un contexto que es parte de lo aprendido.
- Saber y hacer no puede separarse.
- El aprendizaje es un proceso que se extiende con el tiempo.

Estas son proposiciones claramente significativas en un contexto social con relaciones sostenidas, donde las personas trabajan en proyectos o tareas que son colaborativas o de otro modo compartidas.
La profesora de Psicología Educativa, Alison King, explica en "Promoting Thinking Through Peer Learning" que los ejercicios de aprendizaje entre pares tan simples como hacer que los estudiantes se expliquen entre sí son prueba de la teoría del constructivismo social; El acto de enseñar a otro individuo exige que los estudiantes "aclaren, desarrollen y reconceptualicen el material". Joss Winn, en su artículo de 2011, "Estudiante como productor", propone que las escuelas redefinen radicalmente la relación profesor-alumno para que se ajuste a esta teoría constructivista del conocimiento.
En general, el aprendizaje entre pares puede adaptar los métodos de aprendizaje por descubrimiento para el contexto entre pares: sin embargo, el aprendizaje entre pares típicamente manifiesta ideas constructivistas de una manera más informal, cuando el aprendizaje y la colaboración simplemente se aplican para resolver algún problema compartido real.

### Pedagogía crítica
La pedagogía crítica involucra a los estudiantes e instructores en el análisis y la crítica de las estructuras de poder a su alrededor. El erudito más influyente en el desarrollo de este campo fue Paulo Freire, cuyo libro Pedagogía del oprimido describió el marco de enseñanza tradicional como un "sistema bancario" en el que se considera a los estudiantes como recipientes vacíos para llenarlos de conocimiento y conceptos. En cambio, Freire abogó por una relación más equitativa entre profesores y alumnos, una en la que la información se cuestiona y se sitúa en el contexto político, y todos los participantes en el aula trabajan juntos para crear conocimiento.
La visión de Freire para la educación dialógica, donde el aprendizaje se sitúa dentro de la experiencia vivida por los estudiantes, ha sido comúnmente considerada idealista por los educadores modernos. Sin embargo, Paulo Blikstein, profesor asistente de educación en la Universidad de Stanford escribió en Viajes en Troya con Freire: La tecnología como agente de emancipación  que, a través de actividades de construcción exploratorias, “no solo los estudiantes se volvieron más autónomos y responsables, sino que aprendieron a enseñar uno otro."

### Conectivismo
Yochai Benkler explica cómo la computadora ahora ubicua nos ayuda a producir y procesar conocimiento junto con otros en su libro, La riqueza de las redes. George Siemens argumenta en Connectivism: A Learning Theory for the Digital Age, que la tecnología ha cambiado la forma en que aprendemos, explicando cómo tiende a complicar o exponer las limitaciones de las teorías de aprendizaje del pasado. En la práctica, las ideas del conectivismo se desarrollaron en y junto con la formación social entonces nueva, cursos masivos abiertos en línea (MOOC).
El conectivismo propone que el conocimiento al que podemos acceder en virtud de nuestras conexiones con los demás es tan valioso como la información que llevamos dentro de nuestras mentes. El proceso de aprendizaje, por lo tanto, no está completamente bajo el control de un individuo: el aprendizaje puede ocurrir fuera de nosotros, como si fuéramos miembros de una gran organización donde muchas personas actualizan continuamente una base de datos compartida.
Rita Kop y Adrian Hill, en su crítica del conectivismo, afirman que:
no parece que las contribuciones del conectivismo al nuevo paradigma justifiquen que se lo trate como una teoría de aprendizaje separada en sí misma. Sin embargo, el conectivismo sigue desempeñando un papel importante en el desarrollo y surgimiento de nuevas pedagogías, donde el control está cambiando del tutor a un alumno cada vez más autónomo.

## Perspectivas actuales
En un documento conjunto, Roy Williams, Regina Karousou y Jenny Mackness sostienen que las instituciones educativas deberían considerar el "aprendizaje emergente", en el que el aprendizaje surge de una interacción grupal autoorganizada, como un componente valioso de la educación en la era digital. La Web 2.0 coloca a las personas distribuidas en un entorno grupal donde puede ocurrir un aprendizaje emergente. Sin embargo, decidir cómo gestionar la emergencia es importante; La gestión “a prueba de fallas” impulsa la actividad hacia resultados predeterminados, mientras que los “experimentos a prueba de fallas” se alejan de los resultados negativos y dejan espacio abierto para errores e innovación. Williams y col. también distinga entre el término "medio ambiente" como controlado y "ecología" como libre/ abierto.
Cathy Davidson y David Theo Goldberg escriben en The Future of Learning Institutions in a Digital Age sobre el potencial del "aprendizaje participativo" y un nuevo paradigma de educación que se centra en las interacciones mediadas entre pares. Argumentan que si las instituciones de educación superior pudieran comenzar a valorar este tipo de aprendizaje, en lugar de simplemente tratar de implementar la "Tecnología educativa" en las aulas, podrían transformar viejos modelos de educación universitaria. Davidson y Goldberg presentan "Diez principios para el futuro del aprendizaje", que incluyen autoaprendizaje, estructuras horizontales y educación de código abierto. El reciente libro de Peter Sloterdijk "Debe cambiar su vida" propone ideas similares en el contexto de una "Disciplina general" que "contrarrestaría la atrofia del sistema educativo" al enfocarse en las formas de aprendizaje que tienen lugar mediante la participación directa con disciplinas
Yochai Benkler y Helen Nissenbaum discuten las implicaciones de la "Producción y virtud entre pares basada en los comunes" en su ensayo de 2006. Argumentan que los sistemas sociotécnicos de Internet de hoy hacen que sea más fácil para las personas modelar y adoptar comportamientos positivos y virtuosos a gran escala.
Joseph Corneli y Charles Jeffrey Danoff propusieron la etiqueta "paragogía" para describir una colección de "mejores prácticas de aprendizaje efectivo entre pares". Publicaron un libro corto junto con varios artículos en los que discuten cinco "principios paragógicos" que forman el núcleo de su teoría de aprendizaje propuesta. Estos se generaron al repensar los principios de andragogía de Malcolm Knowles para un contexto de aprendizaje creado conjuntamente por los alumnos.

## Experiencias
Las teorías y enfoques de aprendizaje descritos anteriormente se están probando actualmente en comunidades de aprendizaje entre pares en todo el mundo, a menudo adaptando la tecnología educativa para apoyar el aprendizaje informal, aunque también existen resultados en contextos de aprendizaje formal. Por ejemplo, Eric Mazur y sus colegas informan sobre "Diez años de experiencia y resultados" con una técnica de enseñanza que llaman "Instrucción entre pares ":
La instrucción entre pares involucra a los estudiantes durante la clase a través de actividades que requieren que cada estudiante aplique los conceptos básicos que se presentan y luego explique estos conceptos a sus compañeros.
Este enfoque hizo uso temprano de una variante de la técnica que ahora se conoce como el aula invertida:
Para liberar tiempo de clase para ConcepTests y para preparar mejor a los estudiantes para aplicar el material durante la clase, los estudiantes deben completar la lectura sobre los temas que se cubrirán antes de la clase.
Peer 2 Peer University (P2PU), que fue fundada en 2009 por Philipp Schmidt y otros, es un ejemplo del lado del aprendizaje informal. Hablando sobre los inicios de P2PU, Schmidt se hace eco de las ideas de conectividad de Siemens y explica que “la experiencia está en el grupo. Ese es el mensaje, que todos pueden aportar algo a la conversación ". En numerosas charlas públicas, Schmidt argumenta que los modelos educativos actuales están "rotos" (particularmente sobre la base del alto costo de la capacitación a nivel universitario). Sugiere que los mecanismos de evaluación social similares a los aplicados en el desarrollo de software de código abierto pueden aplicarse a la educación. En la práctica, este enfoque utiliza evaluaciones basadas en pares que incluyen recomendaciones e insignias para proporcionar una forma alternativa de acreditación.
El artículo de Jeff Young, "Cuando los profesores imprimen sus propios diplomas", provocó una conversación sobre la necesidad de títulos formales en una época en que las clases se pueden cargar de forma gratuita. La iniciativa de enseñanza abierta del MIT, por ejemplo, desde 2001 ha puesto en línea todos los materiales de sus cursos. Pero David A. Wiley, entonces profesor de psicología en el estado de Utah, fue más allá, firmando certificados para quien toma su clase. Una práctica similar se ha vuelto aún más visible en proyectos de aprendizaje como Udacity, Coursera y EdX. Si bien estos proyectos intentan "escalar la educación" mediante la distribución de materiales de aprendizaje producidos por expertos, con frecuencia presentan debates entre pares en foros o fuera de línea.

### Desafíos
Scardamalia y Bereiter explican en "Soporte informático para comunidades de creación de conocimiento"  que las computadoras en el aula tienen la oportunidad de reestructurar el entorno de aprendizaje, pero con demasiada frecuencia simplemente se utilizan para proporcionar una versión digital de una lección o examen normal. Proponen que las aulas se intercambien por " comunidades de creación de conocimiento " donde los estudiantes pueden usar computadoras para conectarse y crear conocimiento en el mundo exterior. Sin embargo, como se ilustra en las citas anteriores, esta forma de pensar sobre el aprendizaje a menudo está en desacuerdo con la práctica educativa tradicional. En "El papel de la plataforma de aprendizaje en el aprendizaje electrónico centrado en el alumno", Kurliha, Miettinen, Nokelainen y Tirri encontraron una "diferencia en los resultados de aprendizaje basados en las herramientas utilizadas".